# Colymbetes fuscus
Colymbetes fuscus là một loài bọ cánh cứng bản địa của miền Cổ bắc, bao gồm châu Âu, Cận Đông và Bắc Phi. Ở châu Âu, nó chỉ được tìm thấy ở Áo, Quần đảo Baleares, Belarus, Bỉ, Bosna và Hercegovina, Quần đảo Anh, Bulgaria, Quần đảo Eo Biển, Corse, Croatia, Cộng hòa Síp, Cộng hòa Séc, Đan Mạch lục địa, Estonia, Thổ Nhĩ Kỳ, Phần Lan, Chính quốc Pháp, Đức, Hy Lạp lục địa, Hungary, Cộng hòa Ireland, Chính quốc Ý, Kaliningrad, Latvia, Liechtenstein, Litva, Luxembourg, Cộng hòa Macedonia, Malta, miền bắc Ireland, Na Uy lục địa, Ba Lan, Chính quốc Bồ Đào Nha, Nga trừ phía bắc, Sardegna, Sicilia, Slovakia, Slovenia, Chính quốc Tây Ban Nha, Thụy Điển, Thụy Sĩ, Hà Lan, Ukraina và Nam Tư.

## Hình ảnh

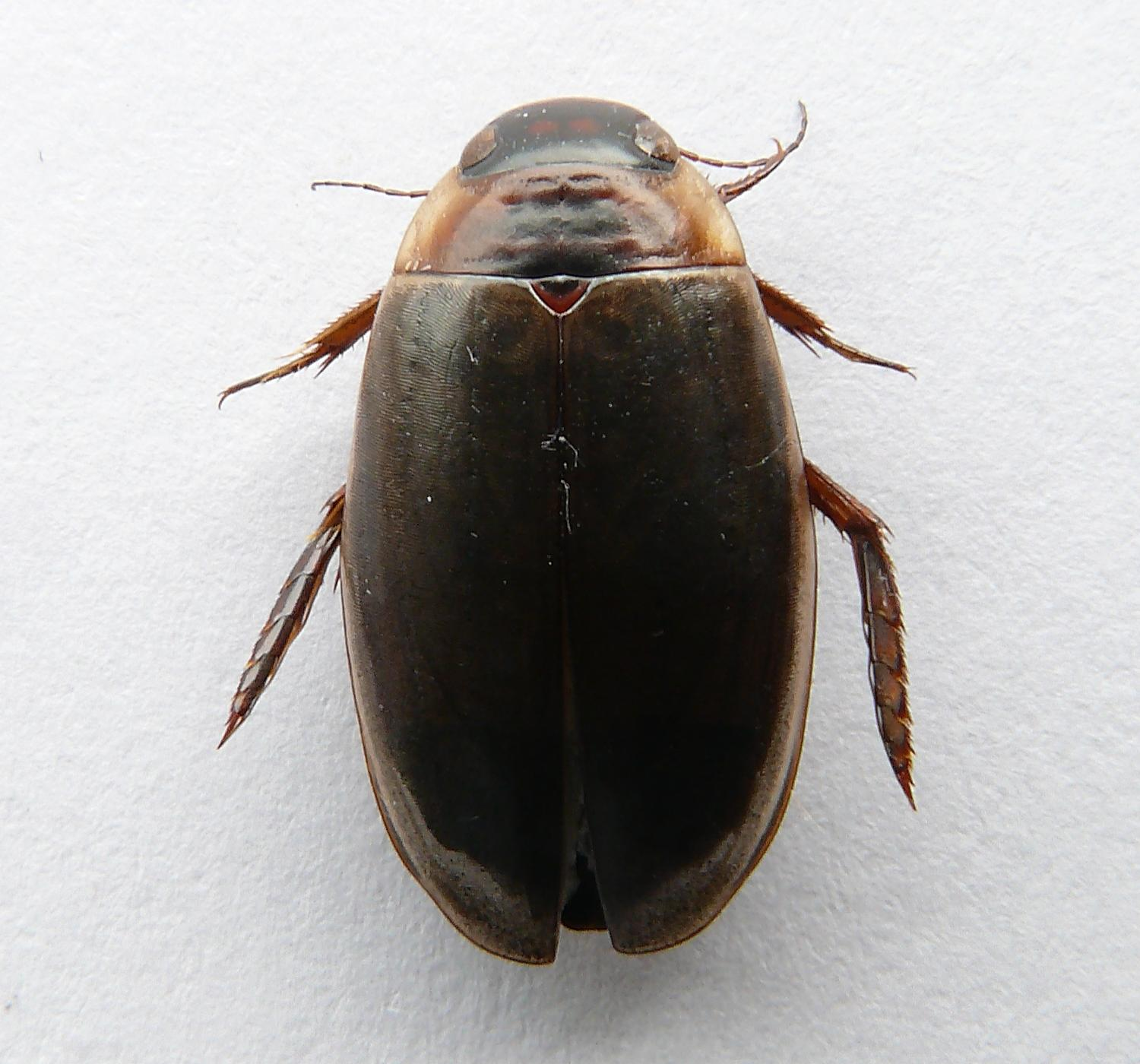
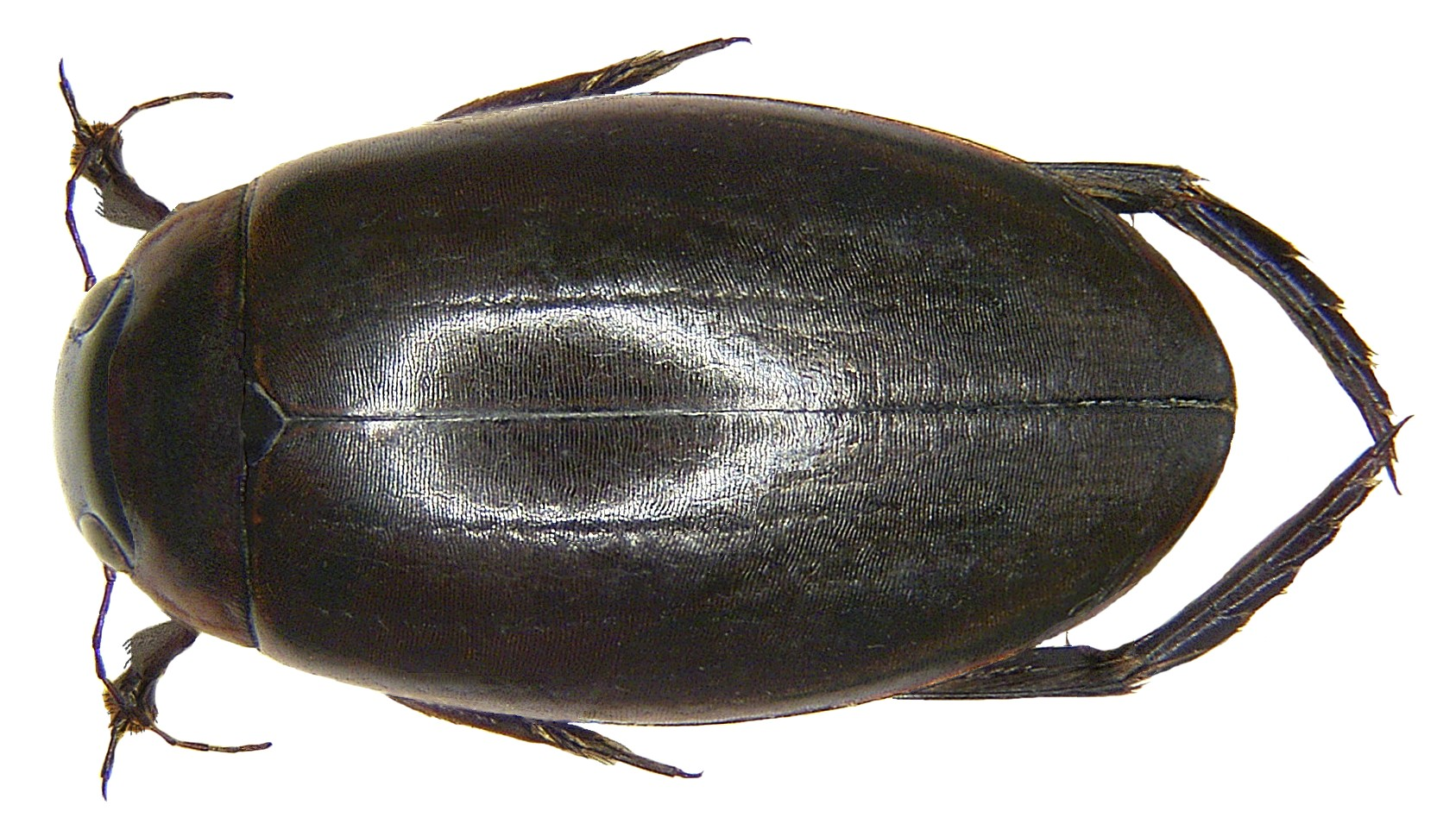
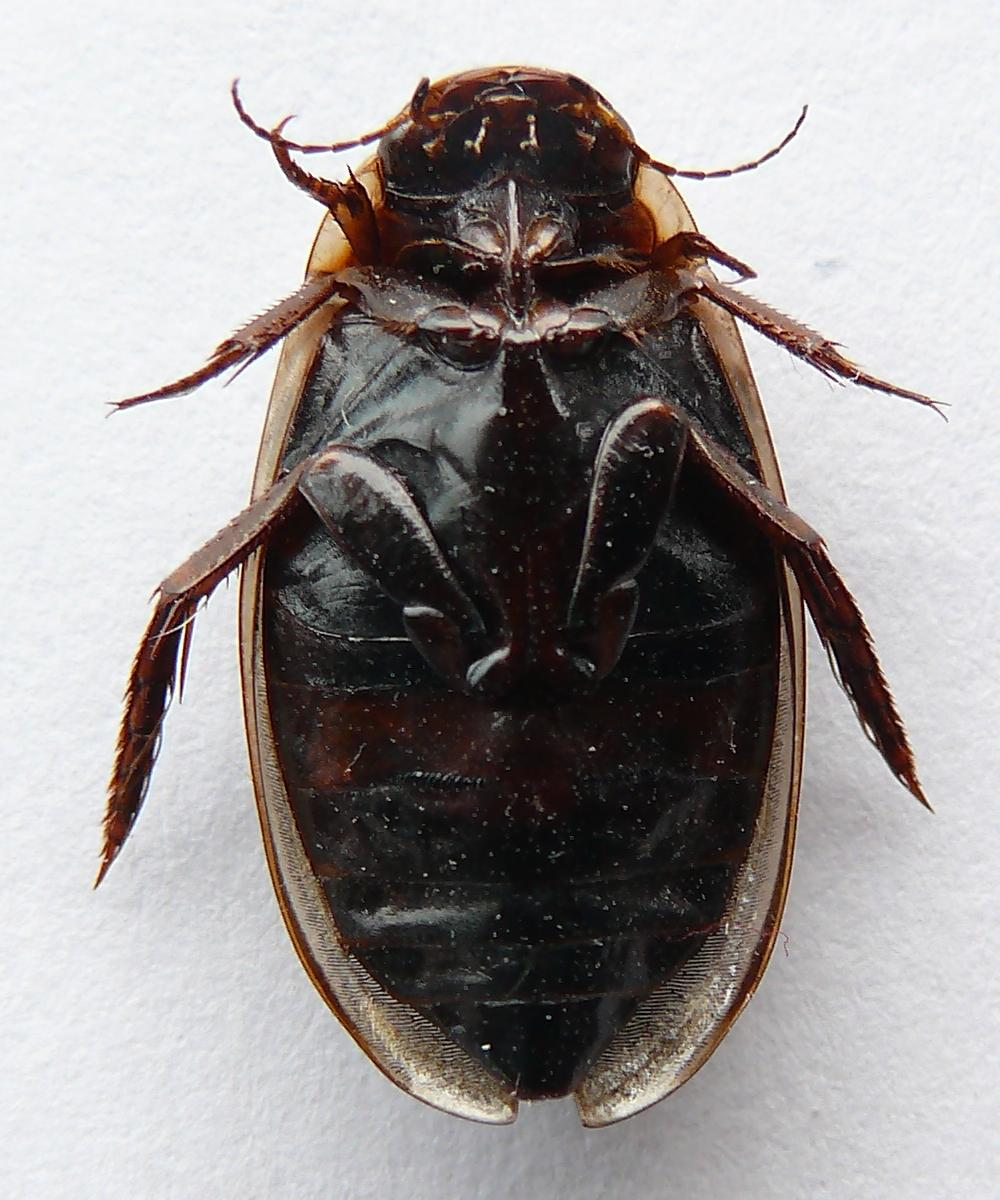
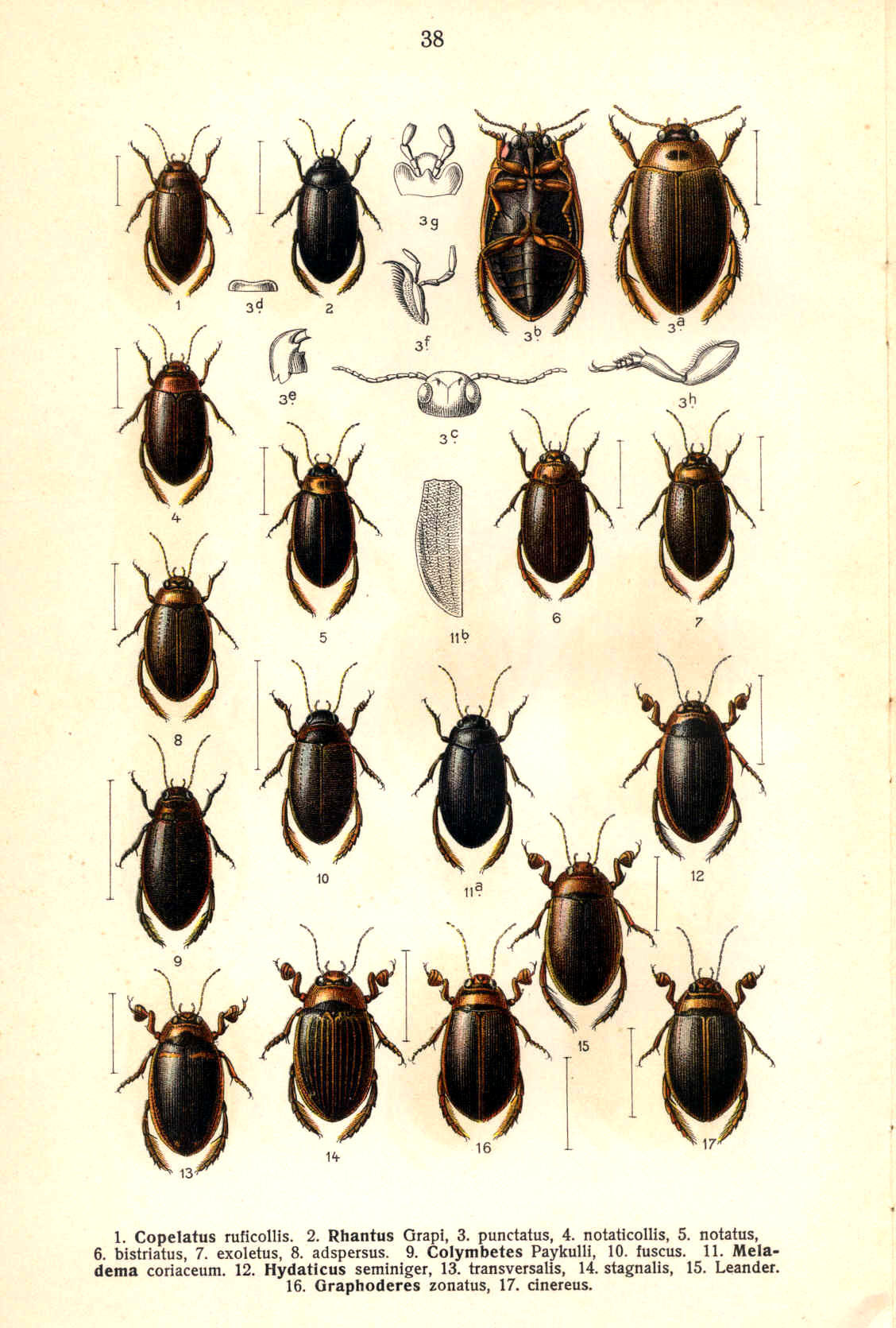